# 접종

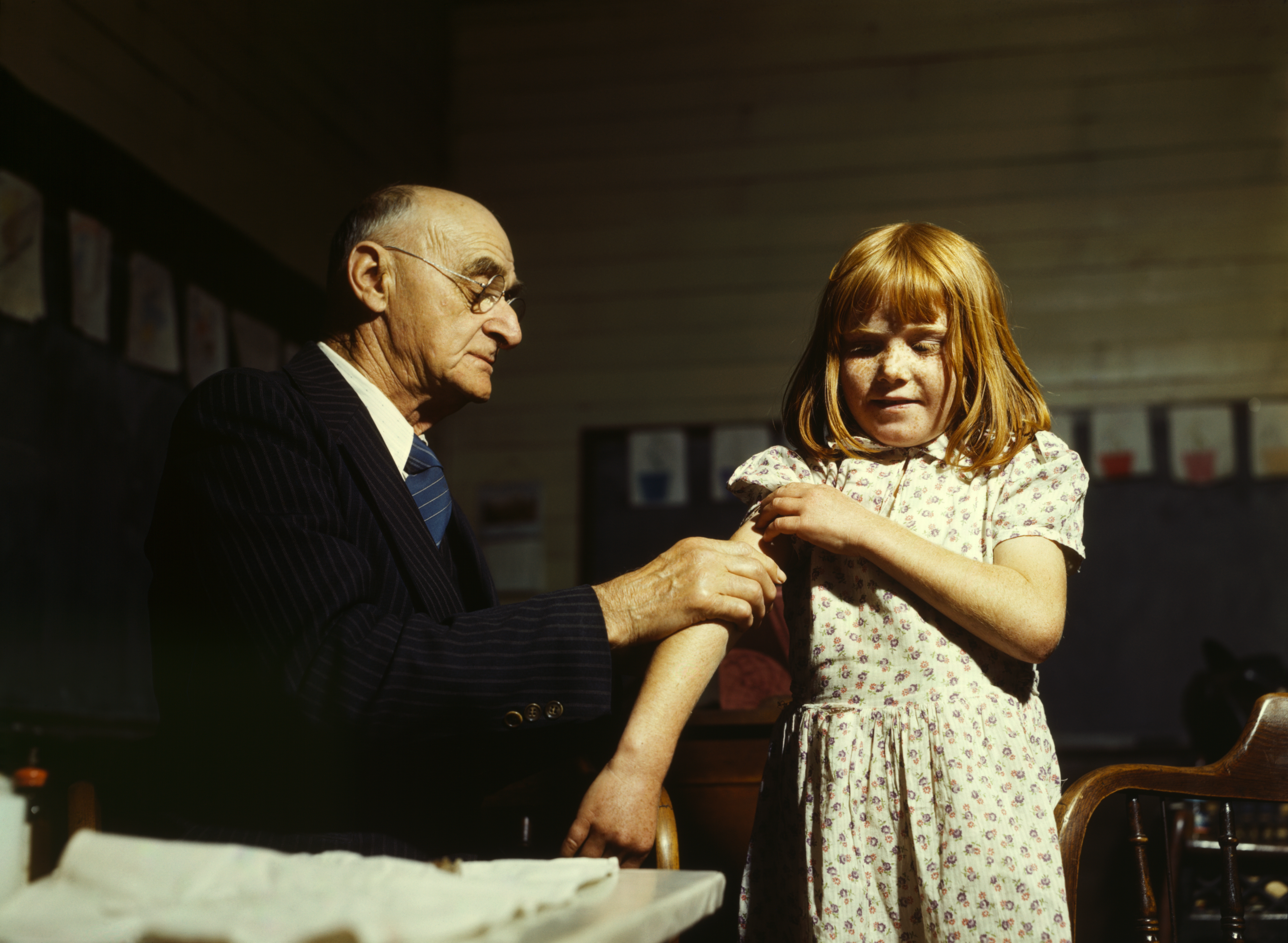
한 소녀에게 발진티푸스 접종을 하고 있다.

접종(接種, inoculation)은 감염병에 대비하기 위해 인공적으로 면역을 유도하는 방법을 의미한다. 예방접종, 종두와 종종 같은 의미처럼 사용되나, 그 뜻을 자세히 살펴보면 약간의 차이가 있다.

## 어원
접종은 종자(種)를 붙이다(接)는 의미로, 문자적으로 해석하면 씨앗을 심는 것을 의미하나, 종자식물에 대해서는 이 용어를 사용하지 않는다. 대신 나무에 표고씨를 접종한다든지, 배지에 배양주를 접종한다든지, 농작물에 공생 미생물을 접종한다든지 하는 식으로 미생물에 한정하여 이 용어가 사용된다. 미생물 대신 시료를 배지에 직접 심는 것도 접종이라 부르기도 한다. 예방접종(vaccination)의 경우도 약화된 병원체인 백신을 신체에 붙인다는 의미에서 접종이라는 용어를 사용한다.

## 역사
접종은 천연두 고름을 피부를 통해 의도적으로 몸에 집어넣는 방식으로 처음 시작되었다. 이를 통해 사람들은 경미한 천연두에 한번 걸림으로써 면역을 개발해 앞으로 발생할 천연두를 미리 예방할 수 있었다. 인도와 중국에서 처음 시작되었다.

### 중국
가장 오래된 접종 사례는 10세기 중국으로 거슬러올라간다. 송나라의 재상 왕단(王旦, 957~1017)은 첫째 아들을 천연두로 잃은 후, 나머지 가족들을 지키기 위해 전국의 의원이나 현자, 마술사들을 개봉으로 불러들여 조언을 구한다. 이 때 아미산의 한 현자가 접종을 제안한다. 그러나 중국학자 조지프 니덤에 의하면, 이 이야기는 주혁량(朱奕梁)이 쓴 《종두심법種痘心法 (1808)》에서 처음 나온 이야기라고 하며 신뢰성에 의문을 표한다.
이론의 여지가 없는 첫 번째 접종 사례는 만전(萬全, 1499~1582)이 쓴 《두진심법痘疹心法 (1549)》에 나오는데, 여기서는 치료도중에 몇몇 여성이 하혈을 겪었다는 기록만 있을 뿐 그 자세한 방법은 적혀있지 않다. 접종법에 대한 구체적 기록은 청나라의 유창(喩昌, ?~1670)이 쓴 《우의초寓意草 (1643)》에서 처음 등장한다. 이후 유천지(兪天池)의 《사두집해痧痘集解 (1727)》에 의하면 접종은 명나라의 융경제 전에는 잘 알려지지 않았다고 한다.

## 서구에 소개되다

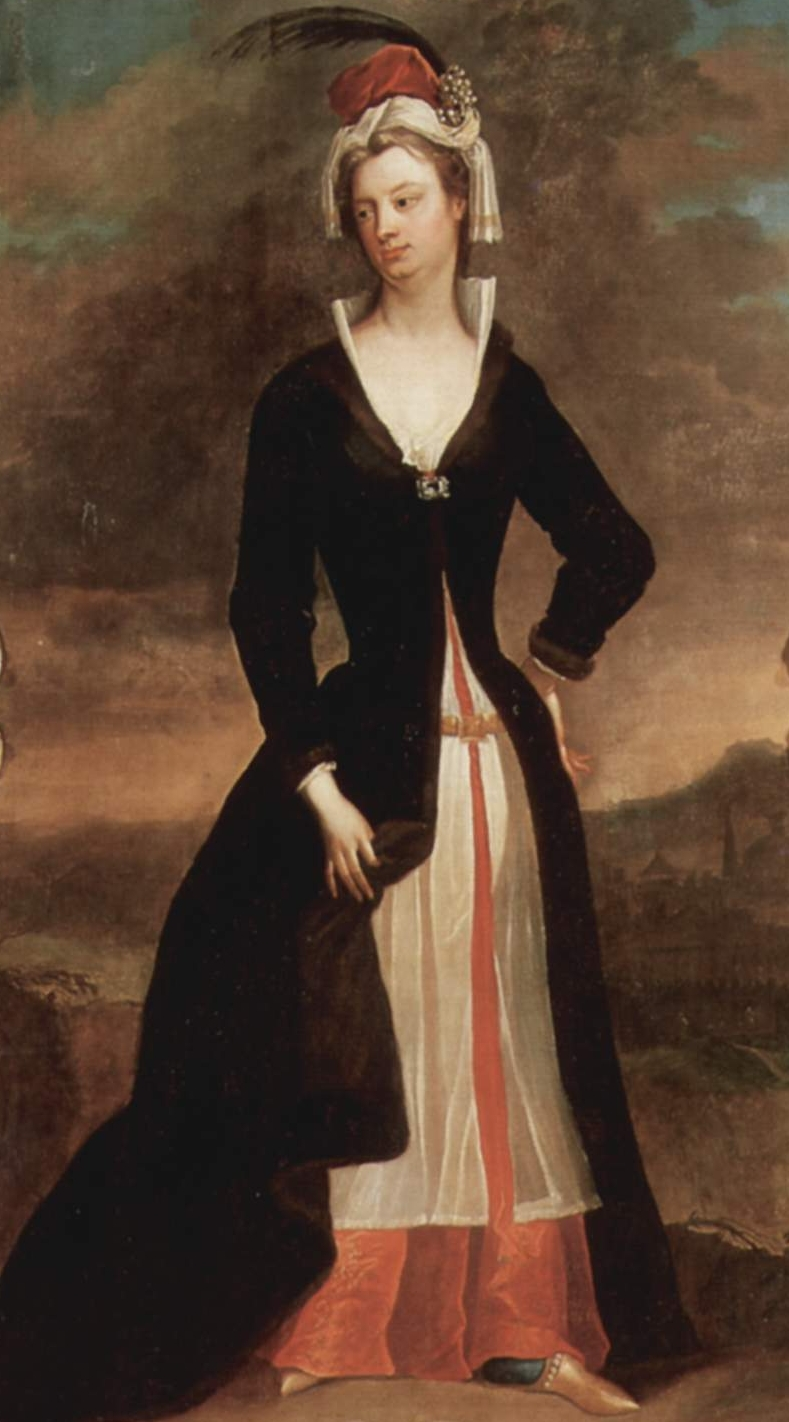
매리 워틀리 몬태규 (1716년 이후)

과학 잡지 《왕립학회 철학회보Philosophical Transactions of the Royal Society (1714)》는 존 우드워드(John Woodward)가 콘스탄티노폴리스에 있는 엠마누엘레 티모니우스(Emmanuel Timonius)로부터 받은 편지를 소개하고 있다. 여기서 효과를 입증된 천연두 예방법으로 접종을 소개한다.
메리 워틀리 몬태규(Lady Mary Wortley Montagu)에 의해 처음으로 접종이 시행된다. 몬태규 부인의 남편인 에드워드 워틀리 몬태규는 1716년에서 1718년까지 오스만 제국의 영국 대사로 활동했다. 그녀는 이스탄불에서 터키식 접종법을 처음 목격하는데, 과거에 천연두로 남자 형제를 한 명 잃고 본인도 천연두로 얼굴에 곰보가 남은 터라 이에 굉장한 감동을 받는다. 1721년에 영국에서 천연두 유행이 발생하자 그녀는 주치의 찰스 메이트랜드(Charles Maitland)를 호출해 조지 1세의 주치의인 한스 슬론의 참관 하에 자신의 딸에게 접종을 수행하도록 한다. 이후 흥미를 보인 영국 정부는 뉴게이트 감옥의 사형수 6명을 사면시켜주는 대가로 접종을 시험한다. 메이트랜드가 이 접종을 수행하였는데, 이에 대한 의사들의 증언이 많이 남아있다. 결국 모두 살아남아 이후 당시 웨일스 공작이었던 조지 2세의 딸도 접종을 받는다.

## 같이 보기
- 회복 탄력성

## 참고 문헌
- Hopkins, Donald R. (2002). 《The Greatest Killer: Smallpox in History》. Chicago: University of Chicago Press. ISBN 978-0226351681. OCLC 49305765.
- Rush, Benjamin (1792). 《The New Method of Inoculating for the Small-Pox》. Philadelphia: Parry Hall. OCLC 55833664.
- Morgan, John (1776). 《A Recommendation of Inoculation According to Baron Dimsdale's Method》. Boston: J. Gill. OCLC 62815748.